# Bachelor of Science
Bachelor of Science designa uma licenciatura em um país de língua inglesa. É obtido após três anos na Austrália, Nova Zelândia, Índia e África do Sul, e após quatro anos nos Estados Unidos, Inglaterra, País de Gales, Irlanda do Norte, Quebec, Singapura, Arábia Saudita, Escócia e Hong Kong.
A primeira universidade a admitir um estudante a receber o grau de Bachelor of Science foi a Universidade de Londres, em 1860. Antes disso o assunto de ciências era incluído na especificidade B.A., notavelmente nos casos de matemática, física, fisiologia e botânica. É normalmente abreviado como B.Sc. ou B.S. (ou raramente como S.B. ou Sc.B.), as iniciais da expressão latina Baccalaureus Scientiæ.
Nos Estados Unidos, a obtenção de um título de Bachelor of Science exige que o estudante tenha seguido a maioria de seus cursos (a metade ou três quartos) em disciplinas científicas, ciências naturais, física ou matemática. O restante compõe-se de educação geral.
No Reino Unido, as disciplinas podem ser mais variadas, podendo incluir por exemplo ciências econômicas. Porém isto depende da universidade, que pode, em temas similares, conceder o Bachelor of Arts.